# Porphyrodesme
Porphyrodesme é um género botânico pertencente à família das orquídeas (Orchidaceae).